# Augusta van Saksen-Meiningen

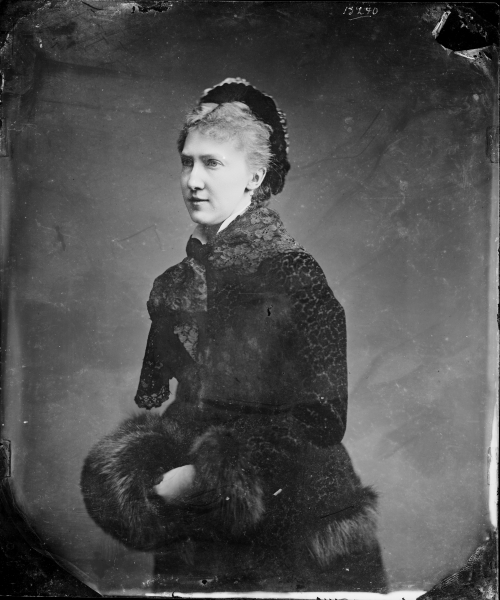
Augusta van Saksen-Meiningen

Augusta Louise Adelheid Caroline Ida van Saksen Meiningen (Meiningen, 6 augustus 1843 — Altenburg, 11 november 1919) was een prinses van Saksen-Meiningen.
Zij was het tweede kind en de enige dochter van hertog Bernhard II en Marie Frederike van Hessen-Kassel. 
Zij had enkel een oudere broer, die haar vader in 1866 zou opvolgen als George II. Haar vader had in dat jaar de troon moeten opgeven na een tamelijk onbezonnen oorlogsverklaring aan Pruisen. Na de overwinning van Pruisen in de Oostenrijks-Pruisische Oorlog maakte hij plaats voor zijn meer Pruisisch gezinde zoon. Augusta's broer was zeventien jaar ouder dan zijzelf. Met haar broer had ze een goede relatie, ze deelden een grote liefde voor het theater.
Op 15 oktober 1862 trad ze in het huwelijk met Maurits van Saksen-Altenburg, een zoon van hertog George van Saksen-Altenburg en Marie Louise Frederika van Mecklenburg-Schwerin. Uit dit huwelijk werden vijf kinderen geboren:
- Maria Anne (14 maart 1864 - 3 mei 1918), ze trouwde met prins George van Schaumburg-Lippe
- Elisabeth (25 januari 1865 - 24 maart 1927), ze trouwde met Constantijn Konstantinovitsj van Rusland
- Margaretha (1867 - 1882)
- Ernst (31 augustus 1871 - 22 maart 1955), hij zou de laatste hertog van Saksen-Altenburg worden, trouwde Adelheid van Schaumburg-Lippe
- Louise (11 augustus 1874 - 14 april 1953), ze trouwde met Eduard van Anhalt, en was de moeder van Joachim Ernst van Anhalt.